# Sueño de movimientos oculares rápidos

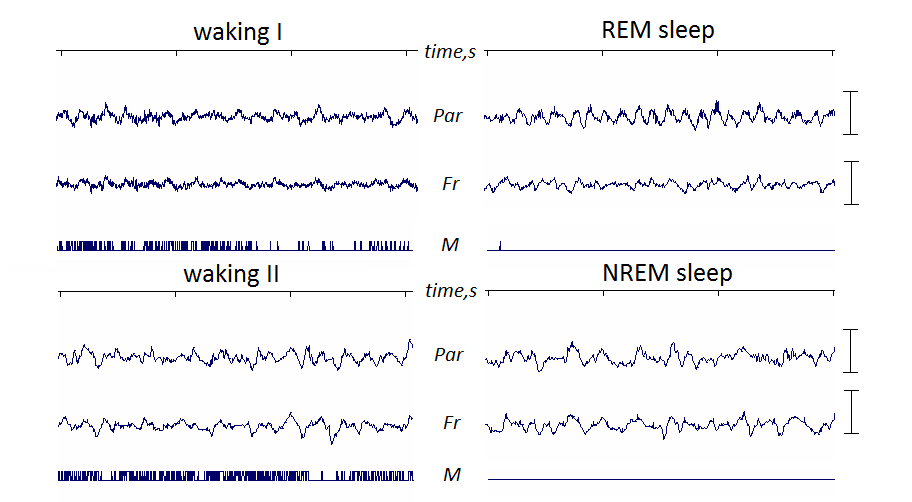
Electroencefalografía de un ratón. El sueño MOR está caracterizado por un ritmo theta prominente.

El sueño de movimientos oculares rápidos (MOR), sueño paradójico o sueño desincronizado, también conocido por sus siglas en inglés, fase REM (por Rapid eye movement), es uno de los dos estados del sueño. Es una fase única del sueño de los mamíferos, algunas aves y otros animales que tienen glándula pineal; caracterizado por movimientos oculares aleatorios y rápidos, tono muscular reducido en todo el cuerpo y propensión de la persona a soñar vívidamente. Sus nombres paradójico o desincronizado se deben a sus similitudes con la vigilia, entre las que se incluyen ondas cerebrales desincronizadas rápidas y de bajo voltaje.
Las actividades químicas y eléctricas que regulan esta fase parecen originarse en el tallo cerebral y se caracterizan por una abundancia del neurotransmisor acetilcolina, combinado con una casi completa ausencia de los neurotransmisores monoamínicos histamina, serotonina y noradrenalina. Las neuronas corticales y talámicas del cerebro despierto o en sueño paradójico están más despolarizadas que en el sueño profundo.
Antes y durante el sueño MOR se presentan las ondas PGO (ponto-genículo-occipitales), originadas en diversos grupos de neuronas del tallo cerebral, son explosiones de actividad eléctrica que pueden presentarse como potenciales individuales o en grupos. Estas ondas alcanzan su mayor amplitud en el núcleo geniculado lateral, la corteza visual primaria y la corteza visual de asociación. La energía cerebral, medida en términos del metabolismo de la glucosa y el oxígeno, equivale o excede a la utilizada en la vigilia. La utilizada en el sueño NMOR es entre 11 y 40 % menor.

## Relación con la memoria
La hipótesis de que el sueño participa en la consolidación de la memoria reciente ha sido investigada mediante cuatro paradigmas:
1. Efectos de la privación de sueño sobre la memoria de consolidación.
2. Efectos del aprendizaje sobre el sueño postentrenamiento.
3. Efectos de la estimulación durante el sueño sobre los patrones de sueño y sobre la memoria.
4. Reexpresión de los patrones de comportamiento específico neural durante el sueño postentrenamiento.

Estos estudios confirman convincentemente la idea de que el sueño está profundamente implicado en las funciones de la memoria en humanos y animales. Sin embargo, los datos disponibles aún son demasiado escasos para confirmar o rechazar inequívocamente la recientemente expuesta hipótesis de que la consolidación de memorias no declarativa y declarativa, respectivamente, dependan de los procesos de sueño REM y NREM.

## Características de la fase en el sueño
En esta etapa se presenta el sueño más ligero; los individuos a quienes se despierta durante el sueño MOR se sienten en estado de alerta y descansados. Durante el sueño MOR son comunes las erecciones del pene o del clítoris, al margen del contenido del ensueño; la frecuencia cardíaca y la frecuencia respiratoria son irregulares, y de nuevo similares a las del resto del día, y la temperatura corporal no está bien regulada y se aproxima a la temperatura ambiente. El sueño MOR puede ocurrir en los mamíferos y también en pájaros.  
El sueño MOR es fisiológicamente tan peculiar que al resto de las otras fases del sueño se les conoce colectivamente como sueño no MOR o sueño de ondas lentas (SOL), esto último debido a las lecturas en el electroencefalograma.

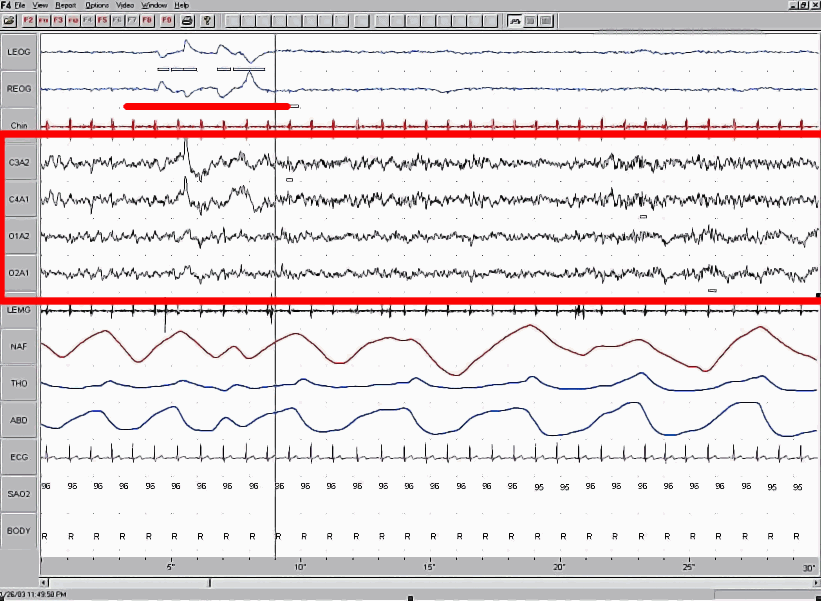
Registro polisomnográfico del sueño MOR. Los movimientos rápidos oculares se reflejan por la línea roja.

Durante una noche de sueño, una persona suele presentar cuatro o cinco períodos de sueño MOR, muy cortos al principio de la noche y más largos hacia el final. Es habitual despertarse durante muy poco tiempo al final de una fase MOR (unos segundos). El tiempo total de sueño MOR por noche es de entre 90 y 120 minutos compuestos de lapsos de segundos en los adultos, alrededor de 8 horas en los recién nacidos y hasta de 15 horas en los fetos.
Fisiológicamente, a lo largo del sueño MOR las neuronas de GABA y glicina producidas en el bulbo raquídeo ventromedial rostral inhiben las motorneuronas de la médula espinal, lo que permite que el sujeto no genere una respuesta motora mientras está soñando, ya que podría provocarle lesiones. Por esta razón, las neuronas motoras no resultan estimuladas por la actividad cerebral y los músculos del cuerpo se relajan y no se mueven, es decir, se produce atonía.
El sueño MOR también se observa en otros mamíferos. Parece que la cantidad de sueño MOR por noche de cada especie está muy correlacionada con el estado de desarrollo de los recién nacidos. El ornitorrinco, cuyos recién nacidos son completamente dependientes y no están desarrollados, tienen 8 horas de sueño MOR por noche. En los delfines, cuyos recién nacidos son completamente funcionales, prácticamente no hay nada de sueño MOR.[cita requerida]

## Propuestas teóricas de esta fase en el sueño
A nivel celular:
- La actividad neuronal observada durante la vigilia parece reactivarse durante el sueño.
- Se observa reactivación de la actividad en el hipocampo, neocortex y tálamo. (Formación de memoria).

A nivel conductual:
- La exposición a tareas de aprendizaje aumenta el sueño, especialmente la fase de sueño paradójico (REM o MOR).
- La privación de SOL (sueño de ondas lentas) o NREM deteriora la consolidación de la memoria.

Según una tercera teoría, el sueño MOR de los recién nacidos ofrece la estimulación neuronal necesaria para que maduren las conexiones neuronales; de ahí que los animales que nacen maduros no lo necesitan mucho. Apoya esta teoría el hecho de que la cantidad de sueño MOR decrece con la edad.